# Parc national du promontoire de Wilson
Le parc national du promontoire de Wilson (en anglais : Wilsons Promontory National Park), couramment connu sous le nom de Wilsons Prom ou The Prom, est un parc national australien du Gippsland, une région de l'État du Victoria, 157 km au sud-est de Melbourne.
Il est le parc national le plus méridional d'Australie continentale, connu pour ses magnifiques forêts pluviales, ses plages et sa vie sauvage abondante. Il couvre la partie sud du promontoire de Wilson, une péninsule où se situe le point le plus au sud du continent australien.
Le parc est bien connu des randonneurs et des campeurs, disposant d'une aire de camping près de l'embouchure de la Tidal River (en).

## Histoire
Une grande partie du parc brule en avril 2005 lors d'un feu de broussaille causé par un feu contrôlé, causant l'évacuation de 600 personnes.

## Galerie

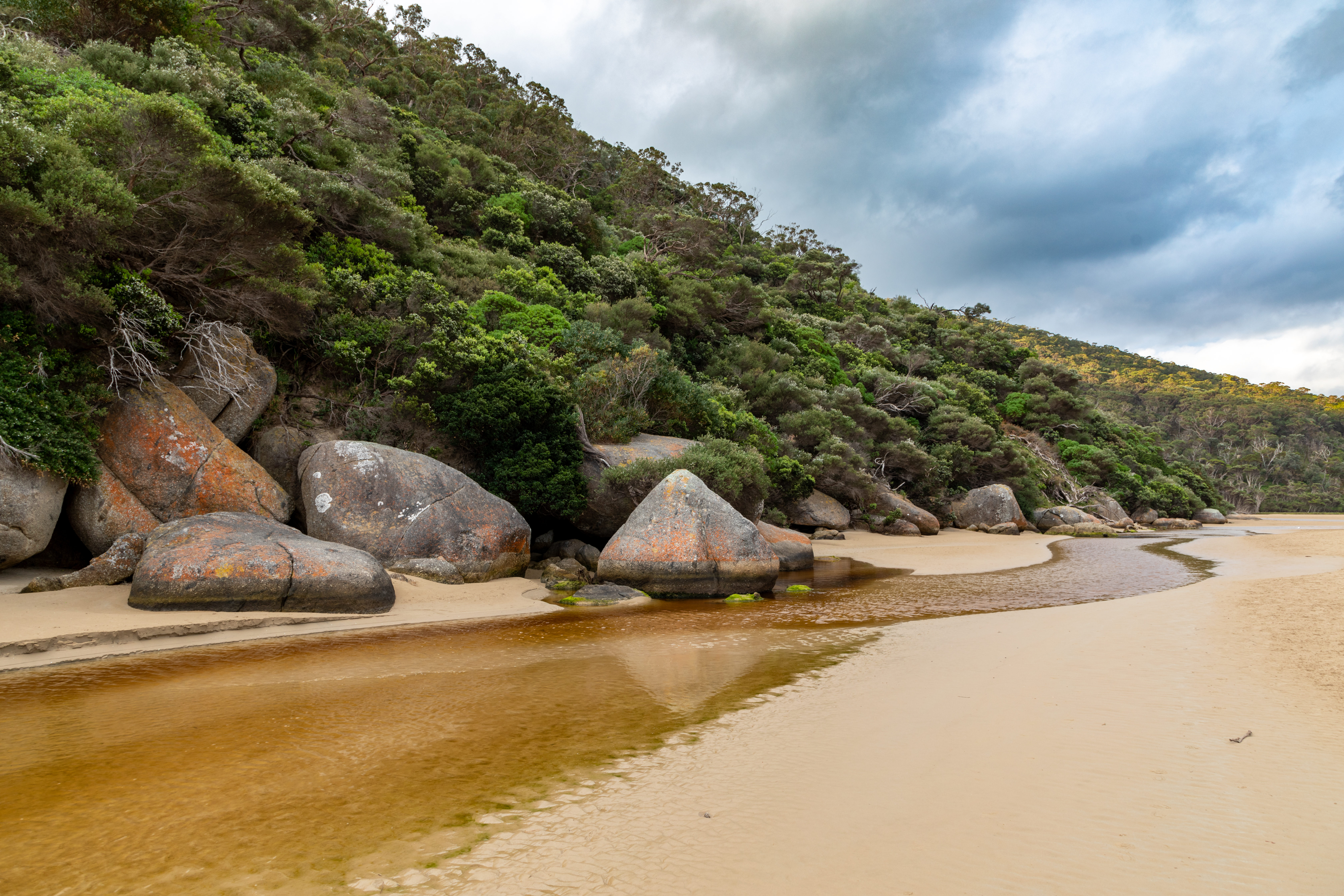
La Tidal River.
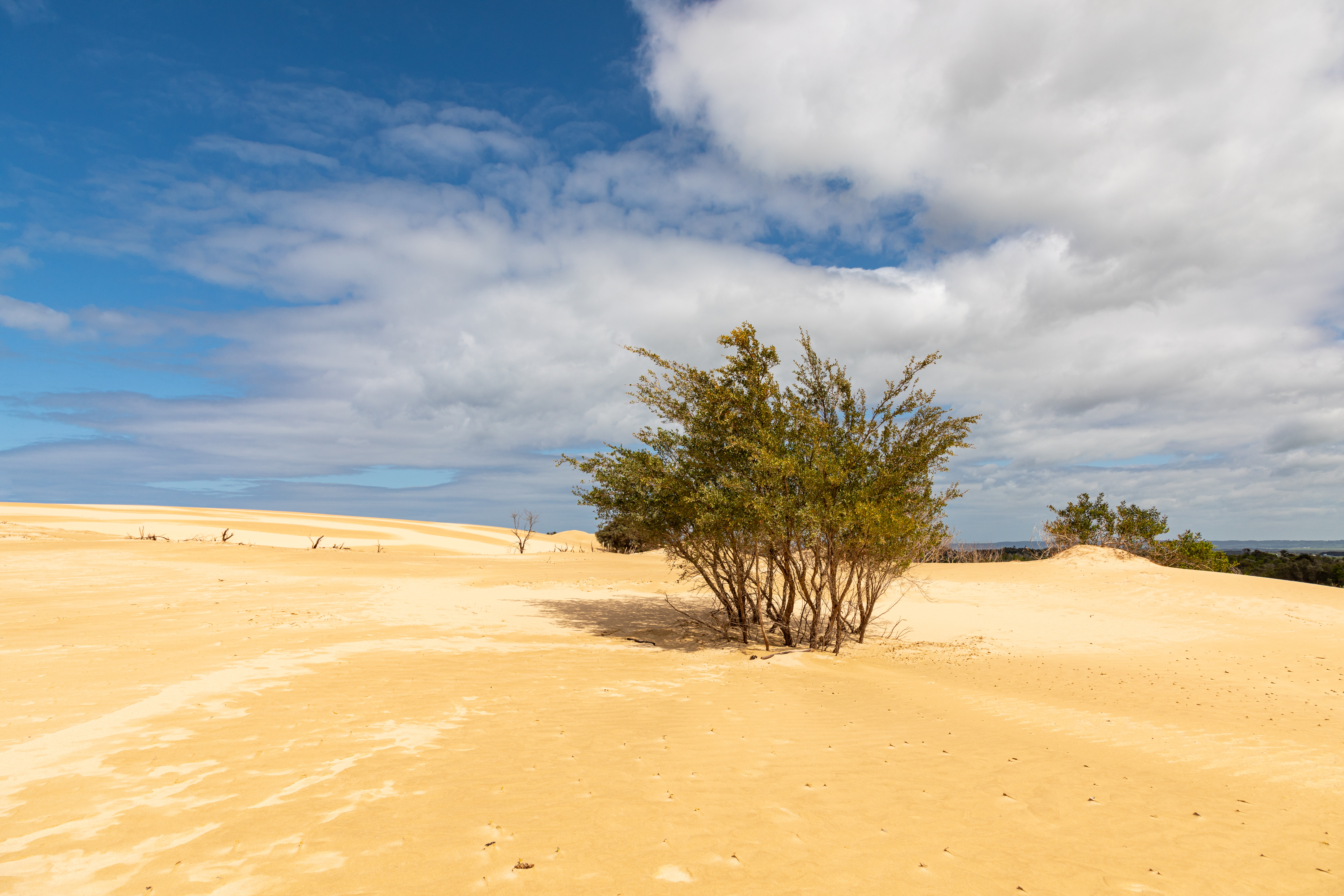
Une dune au long du sentier « Big Drift » (« Grande Dérive »).
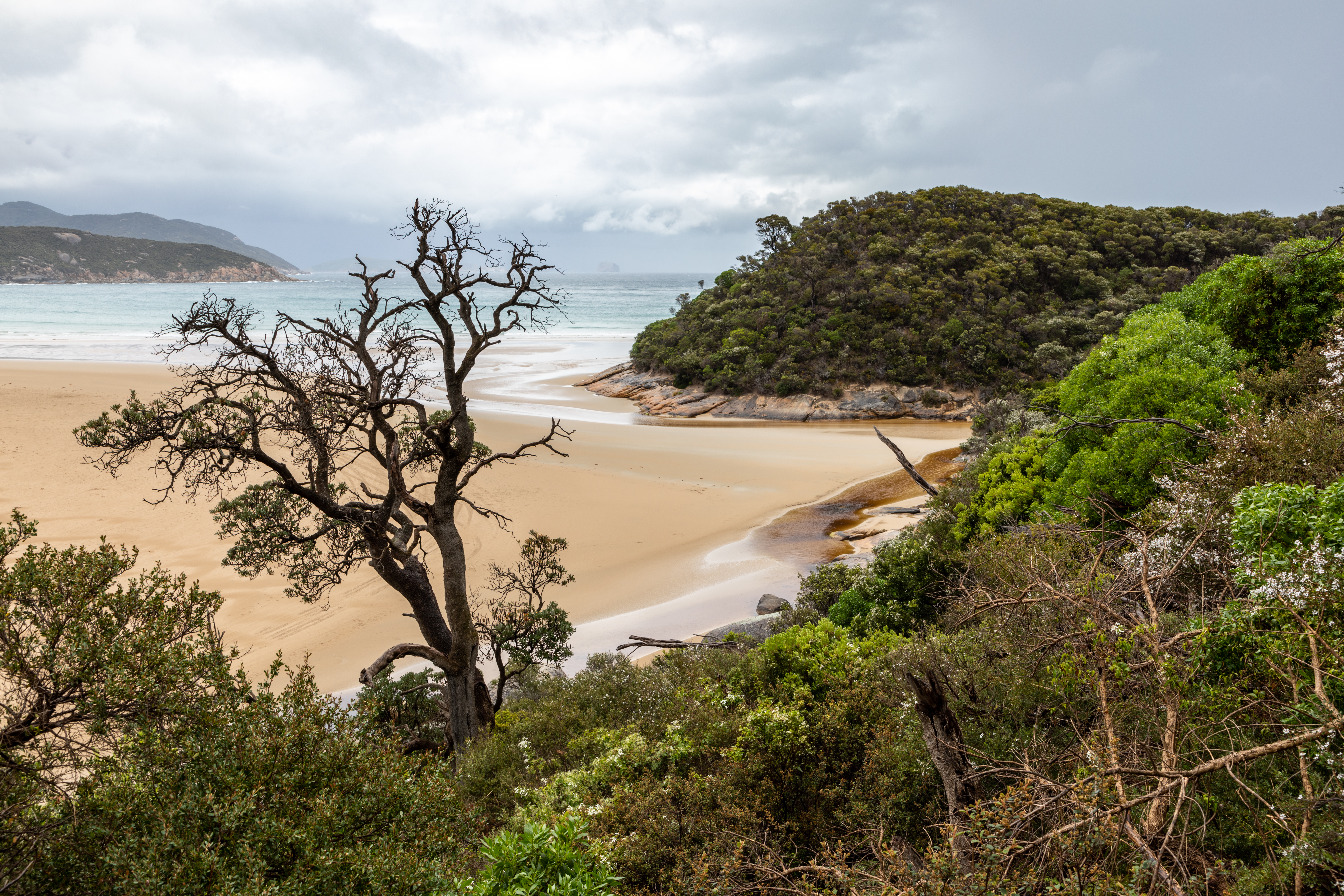
Côte.